# Estación Villaguay Este
Villaguay Este es una estación de ferrocarril ubicada en la ciudad de homónima en el homónimo, provincia de Entre Ríos, República Argentina. Se conoció también como Empalme Neild.

## Servicios
No presta servicios de pasajeros. Por sus vías corren trenes de carga de la empresa estatal Trenes Argentinos Cargas. Pertenece al Ferrocarril General Urquiza, en el ramal que une las estaciones de Zárate en la Provincia de Buenos Aires y Posadas en la Provincia de Misiones.
Desde el mes de septiembre de 2011 hasta marzo de 2012 circuló el Tren de los Pueblos Libres, uniendo las ciudades de Pilar, en la Provincia de Buenos Aires con la ciudad uruguaya de Paso de los Toros, en el Departamento de Tacuarembó, y desde diciembre del mismo año, un servicio hasta Posadas.